# Université d'Odessa

L’université nationale I. I. Metchnikov d'Odessa (ukrainien : Одеський національний університет імені І. І. Мечникова, russe : Одесский национальный университет имени И.И. Мечникова), fondée en 1865 par décision du tsar Alexandre II. De 1865 à 1917 - Université impériale de Nouvelle-Russie; de 1917 à 1920 - Université de Nouvelle-Russie; de 1933 à 2000 - Université d'État d'Odessa; Depuis 1945, elle porte le nom du lauréat du prix Nobel Ilya Ilitch Metchnikov, une ancienne université du sud de l'Ukraine.
C'est l'une des plus anciennes universités d'Ukraine et, avec les universités de Kyiv, Kharkiv et Lviv, elle découvre, détermine l'état et les perspectives de développement de l'éducation, de la science et de la culture dans le réseau éducatif ukrainien.
La meilleure université du Sud de l'Ukraine. L'une des meilleures universités d'Ukraine.

## Facultés
Elle est organisée en 10 facultés :
- Faculté de Biologie
- Faculté de Géologie et de Géographie
- Faculté de Sciences politiques et de Sociologie
- Faculté de Droit et Sciences économiques
- Faculté d'Histoire et de Philosophie
- École de Journalisme et des Sciences de la Communication
- Faculté de Mathématiques, Sciences Physiques et Technologies de l'Information
- Faculté de Psychologie et de médecine sociale
- Faculté de Langues et Philologie romane et germanique
- Institut de Chimie

## Bâtiments
Un certain nombre de ces bâtiments sont classés au Registre national des monuments immeubles d'Ukraine.

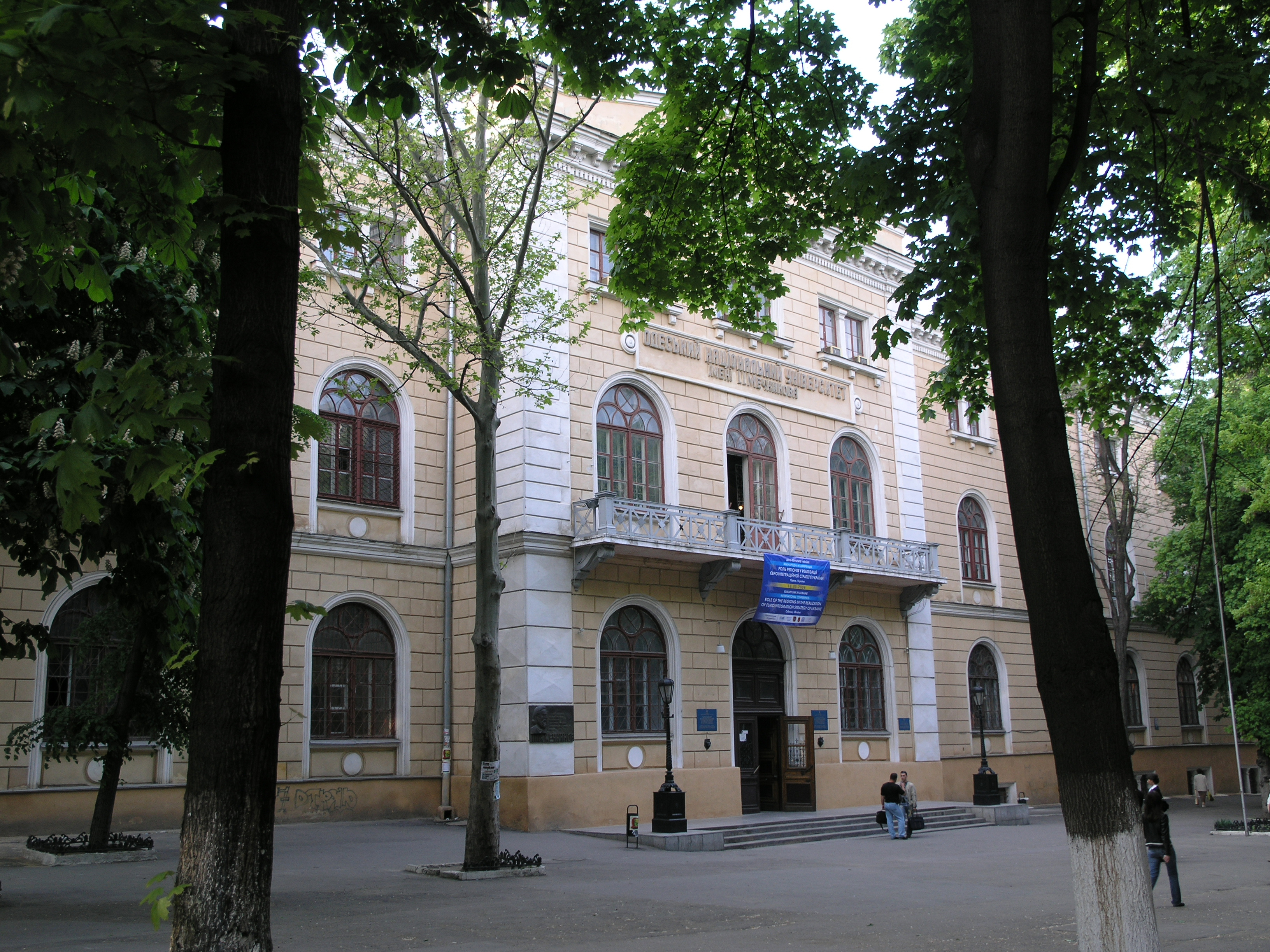
bâtiment principal de l'université.
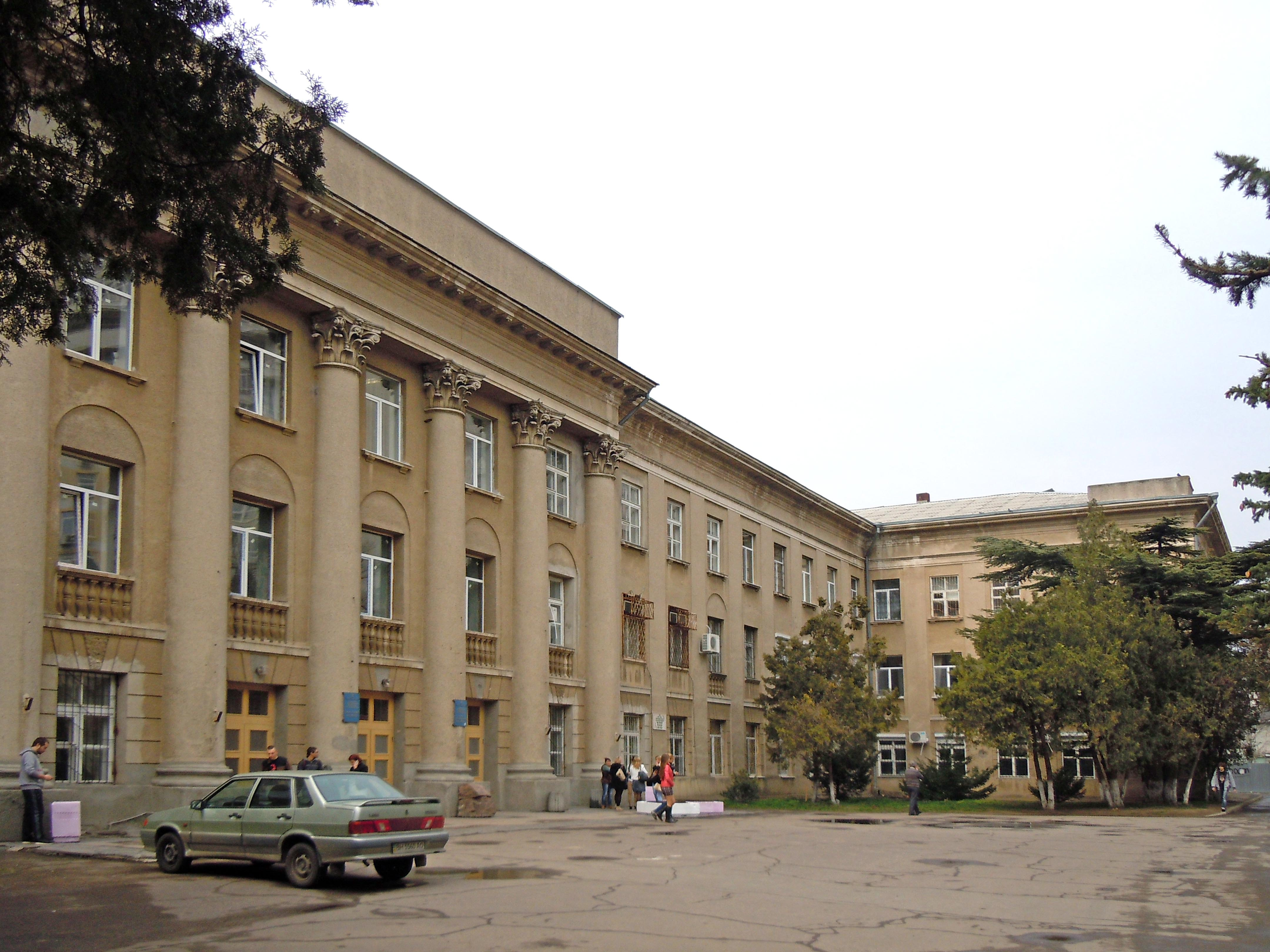
2 rue Shampansky
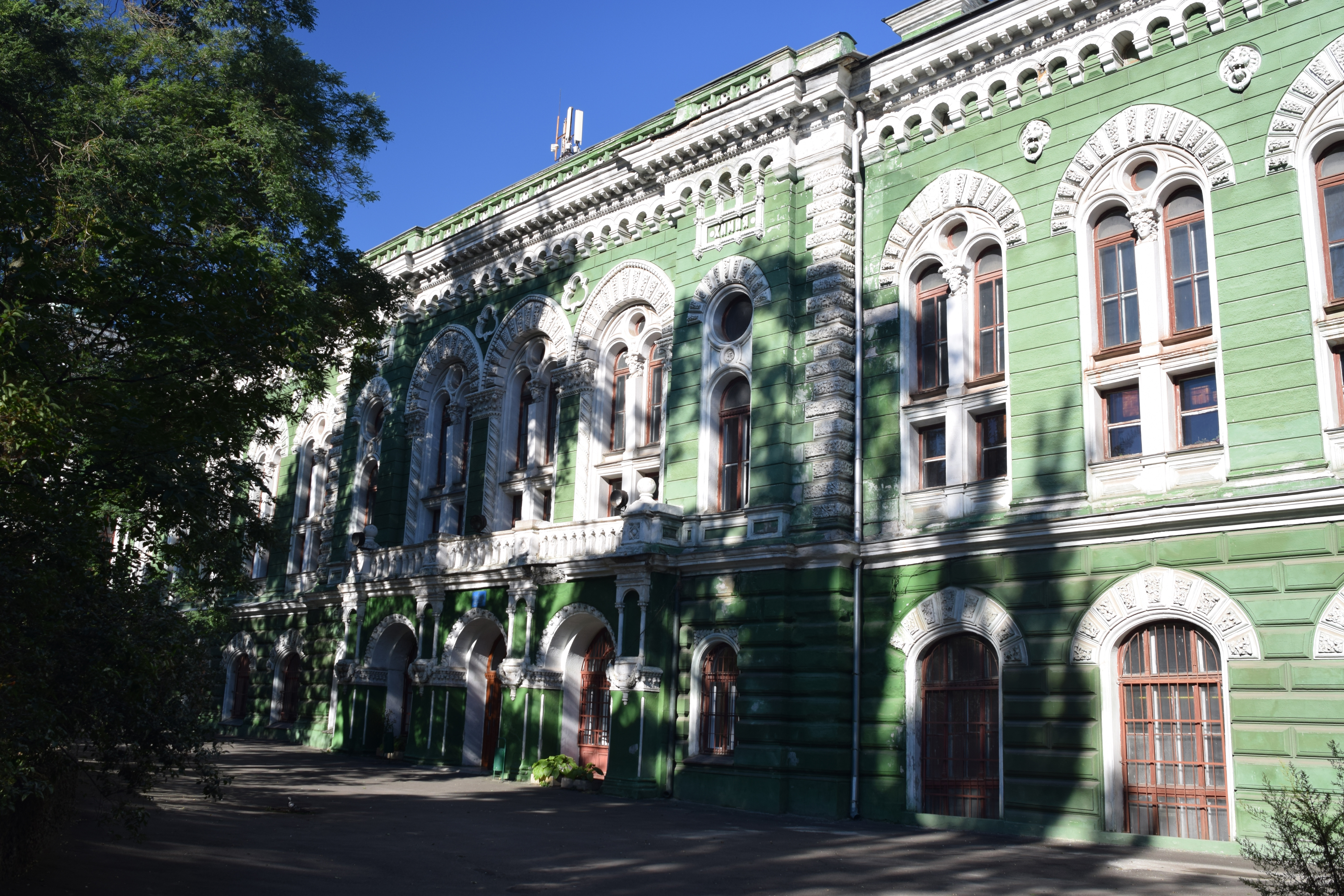
faculté de chimie
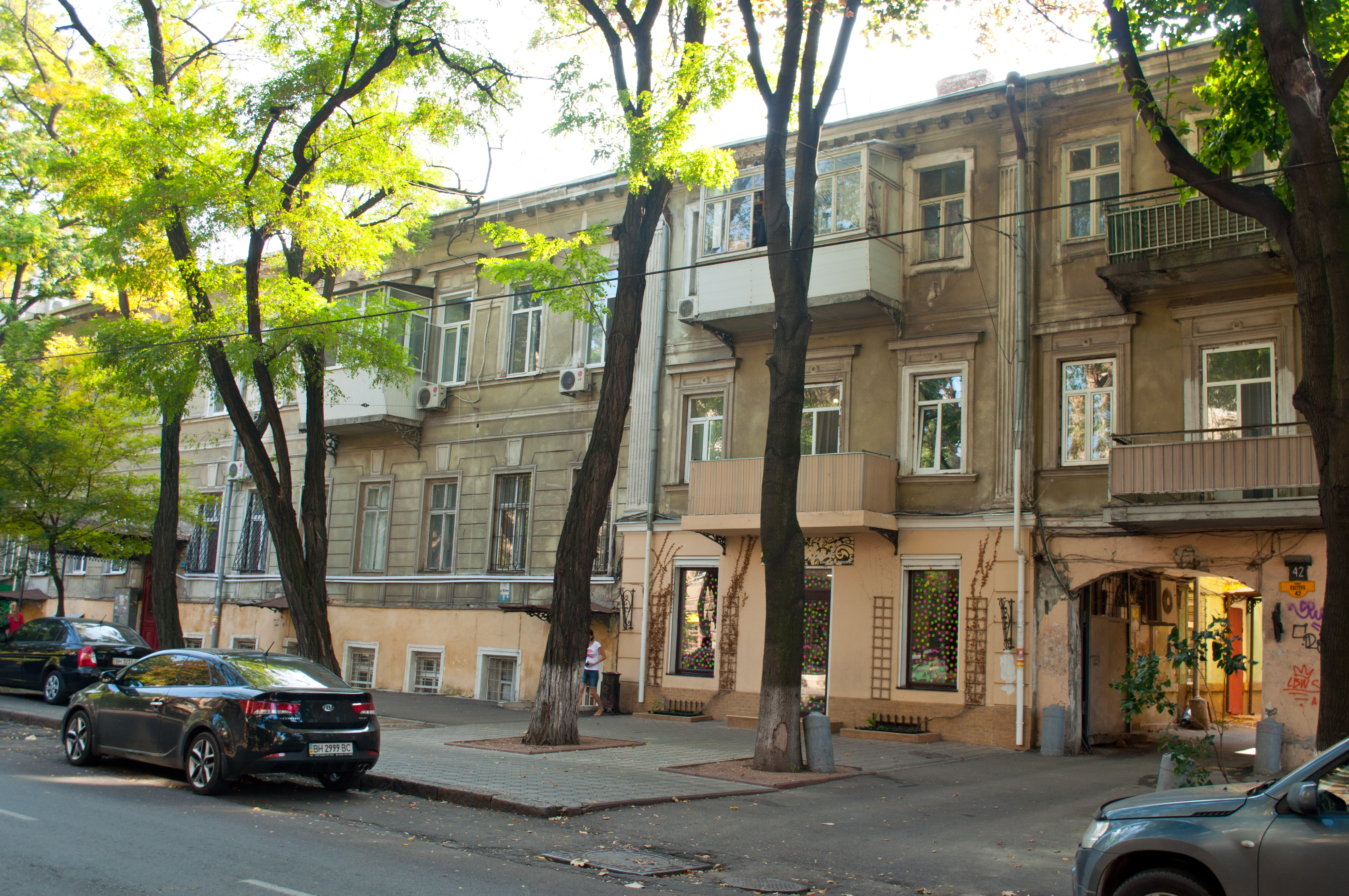
42 rue Pastera
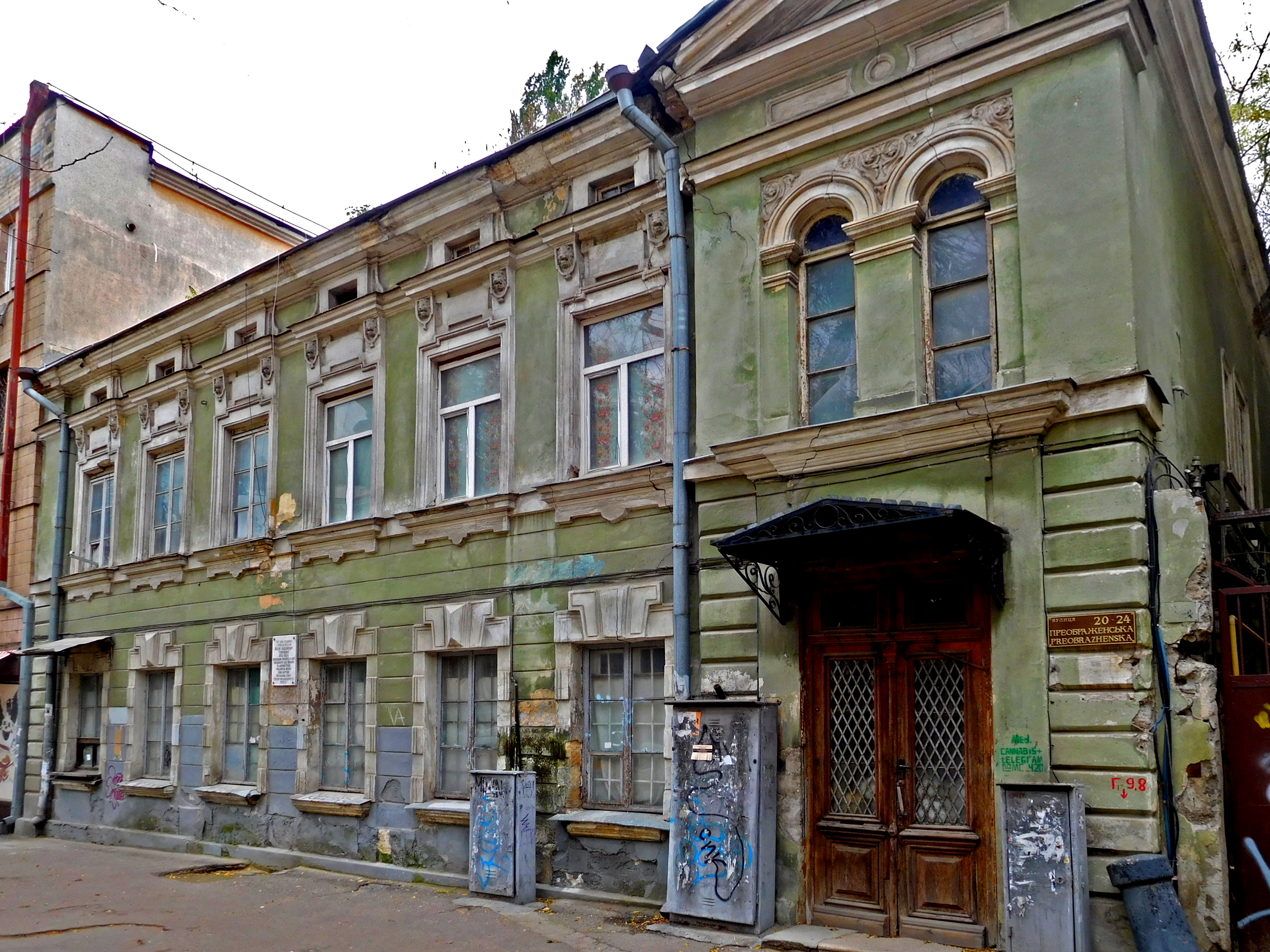
20-24 rue Preobrajenska
jardin botanique[6]
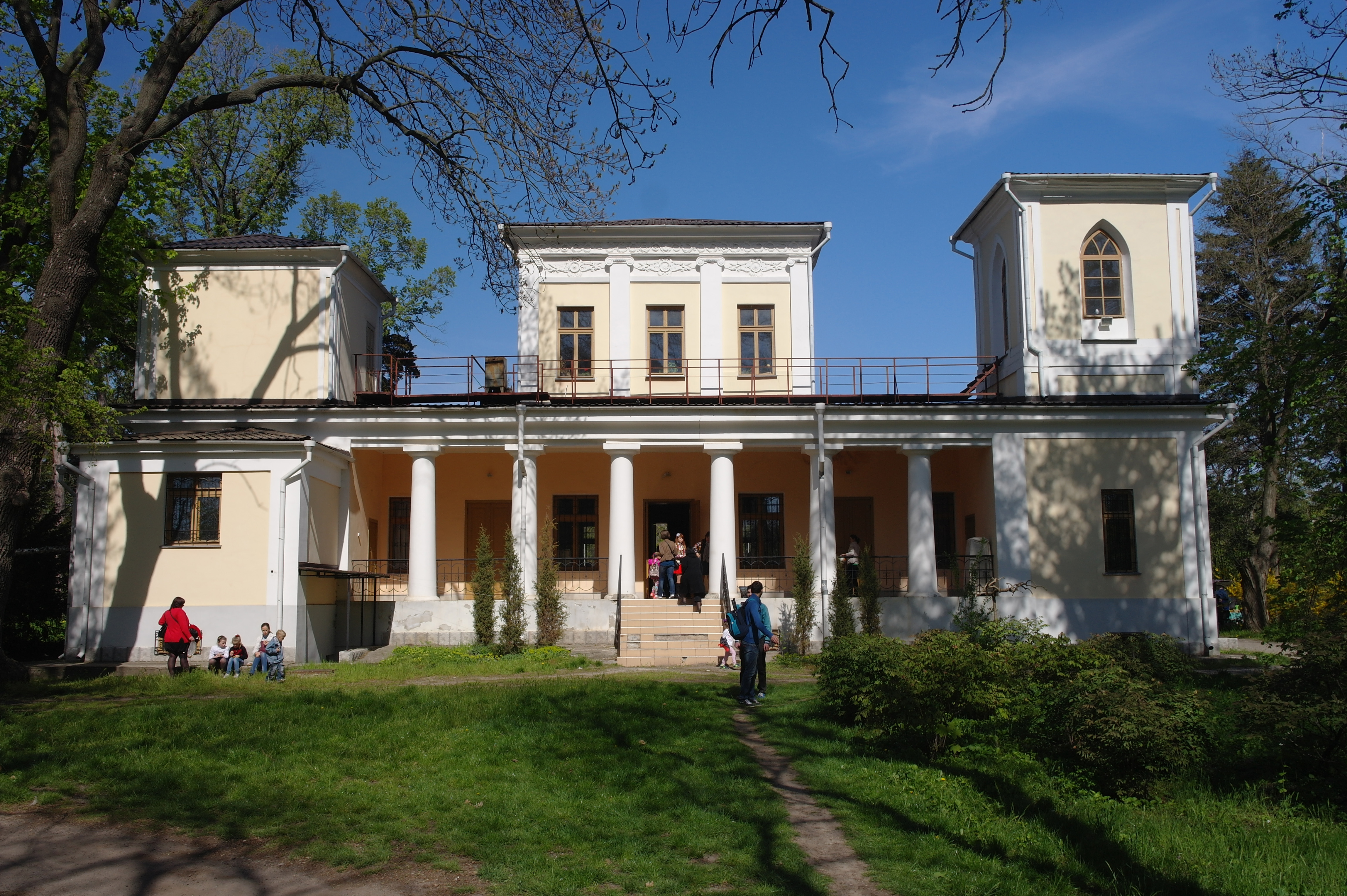
villa au jardin botanique
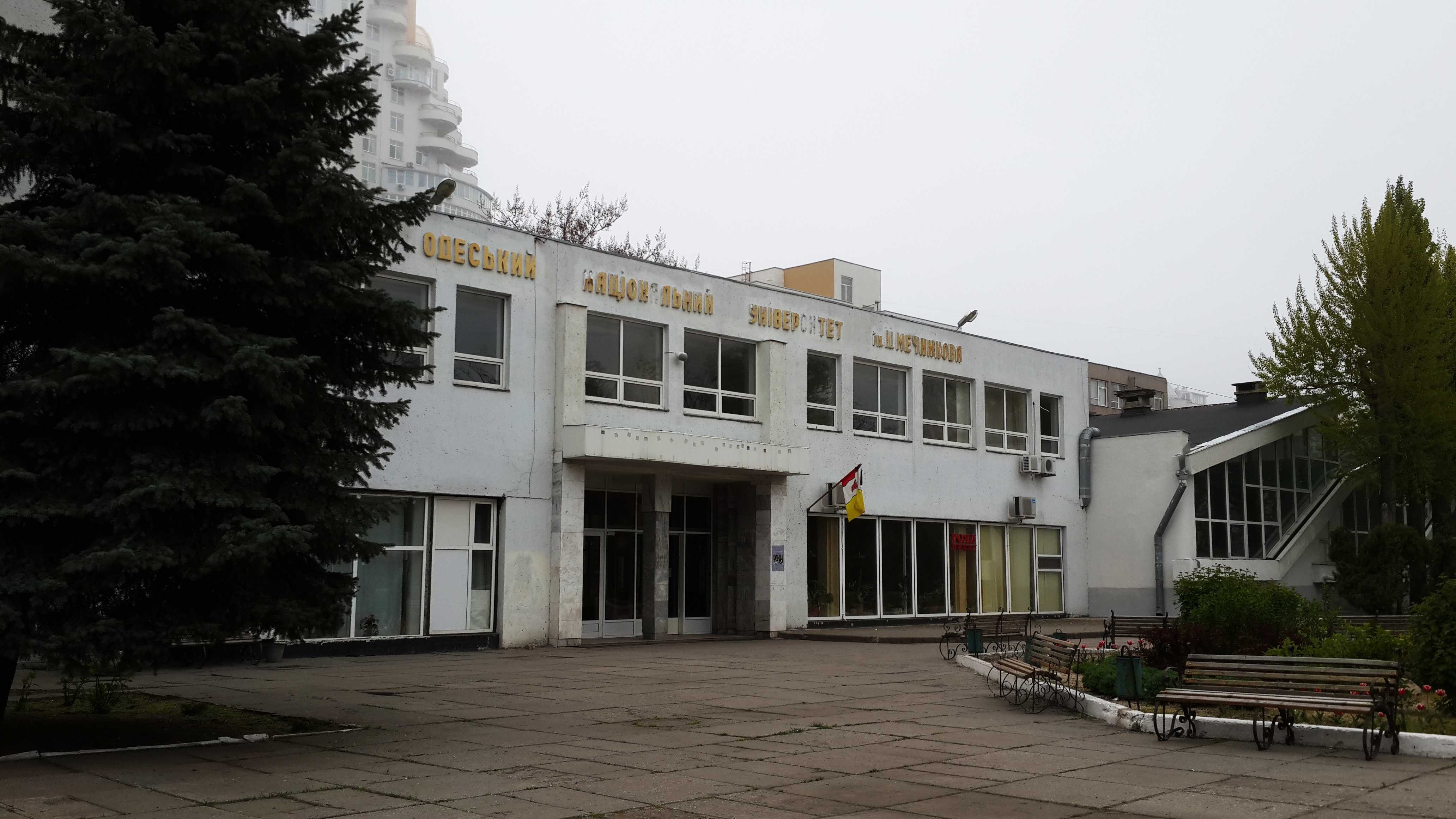
24-26 boulevard français

## Anciens étudiants
- Irina Ratouchinskaïa, dissidente russe[8].
- Iryna Shchetnik, sportive ukrainienne.
- David Milman, mathématicien israélien.